# جيمس إي. بف
جيمس إي. بف (بالإنجليزية: James E. Pugh)‏ هو ملحن أمريكي، ولد في 12 نوفمبر 1950 في كامدن في الولايات المتحدة.

## وصلات خارجية
- جيمس إي. بف على موقع ميوزك برينز (الإنجليزية)
- جيمس إي. بف على موقع ميوزك برينز (الإنجليزية)
- جيمس إي. بف على موقع قاعدة بيانات برودواي على الإنترنت (الإنجليزية)
- جيمس إي. بف على موقع ديسكوغز (الإنجليزية)